# Sinclair Radionics

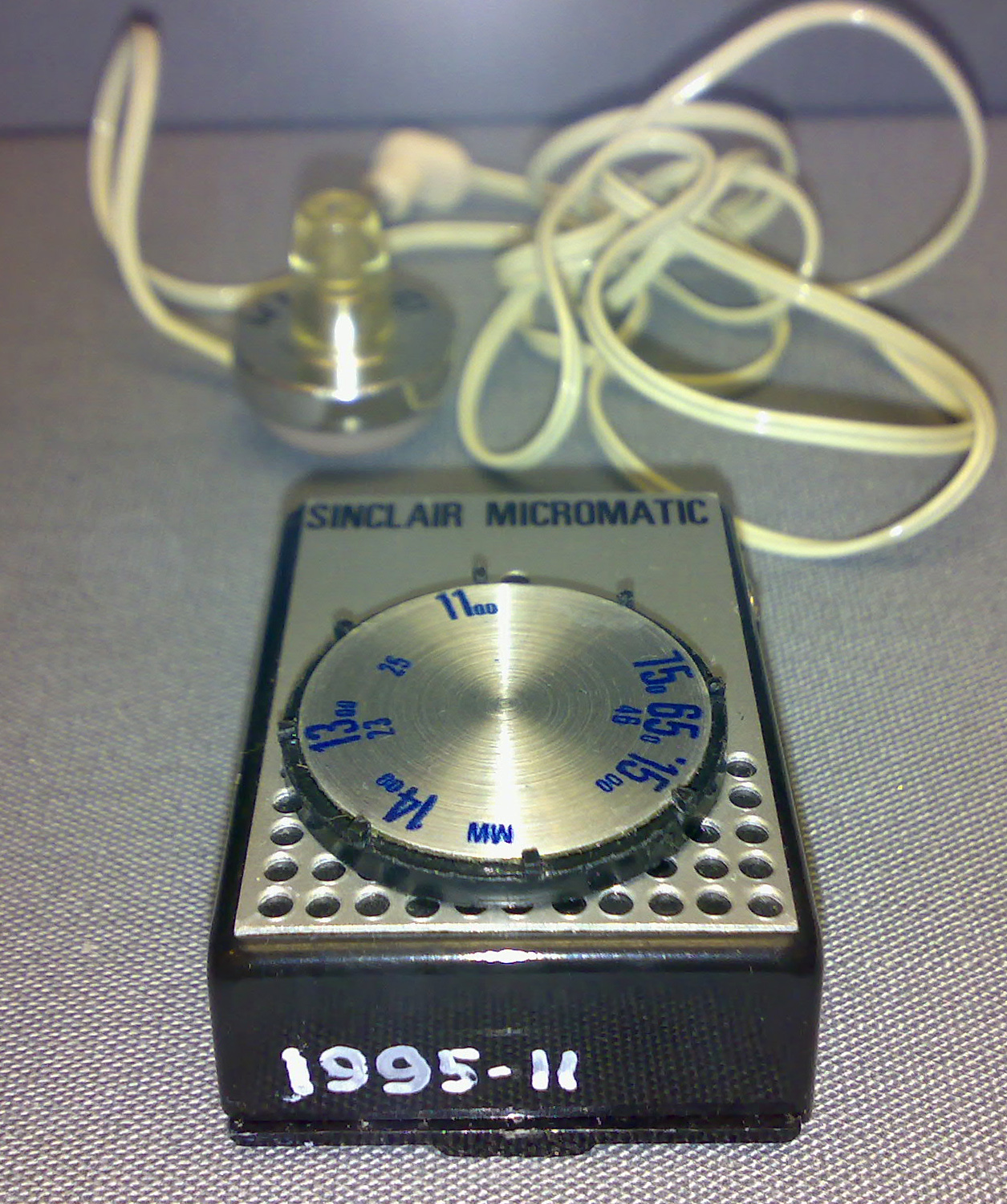
Radio tranzystorowe

Sinclair Radionics to pierwsze z przedsiębiorstw założonych przez Sir Clive’a Sinclaira. Powstało 25 lipca 1961 roku w londyńskiej dzielnicy Islington. W profilu produkcyjnym lat 60. znalazły się radioodbiorniki tranzystorowe oraz sprzęt hi-fi, dzięki temu jej twórca stał się jednym z pionierów na rynku elektroniki konsumpcyjnej. Pierwszym produktem przedsiębiorstwa był zestaw obejmujący radio i wzmacniacz, sprzedawany za pośrednictwem poczty, w częściach do samodzielnego montażu. W 1966 roku przedsiębiorstwo projektuje pierwszy na świecie telewizor kieszonkowy. Projekt o nazwie Macrovision ze względu na koszty nie trafia jednak do masowej produkcji. W roku 1967, gdy przedsiębiorstwo osiąga 100 tys. funtów brytyjskich obrotu, przenosi swoją siedzibę do Cambridge. W latach 70. przedsiębiorstwo poszerza zakres produkcji o kalkulatory, sprzęt pomiarowy i medyczny.